# Slag bij Camden
De Slag bij Camden was een veldslag op 16 augustus 1780 tijdens de Amerikaanse Onafhankelijkheidsoorlog. De slag vond plaats op ongeveer zes mijl ten noorden van Camden (South Carolina) plaats.

## Aanloop
Nadat de Britten de slag bij Saratoga verloren en de Fransen in 1778 actief gingen deelnemen aan de Amerikaanse Onafhankelijkheidsoorlog besloten de Britten hun strategie in het zuiden te veranderen. Met hun nieuwe plan vingen ze aan in december van datzelfde jaar. Toen generaal Henry Clinton in 1780 naar New York vertrok liet hij Charles Cornwallis achter als bevelhebber van de troepen in het zuiden. Het Continentaal Leger van de Amerikanen was na de slag bij Waxhaws compleet verdreven uit South Carolina.
Door dit verlies was alleen het plaatselijke verzet nog actief in South Carolina. Onder leiding van Horatio Gates werd het Continentaal Leger in North Carolina hervormd. Gates af al snel na zijn aankomst het bevel om naar South Carolina te marcheren. Bij Camden werd het leger van Gates versterkt door de lokale milities. Toen generaal Cornwallis het nieuws had vernomen over de troepenbewegingen van Gates vertrok hij uit Charleston en arriveerde hij op 13 augustus bij Camden.

## Slag
De Amerikaanse militie werd als eerste teruggeslagen door de Britse troepen. Hierop gaf Gates Johann de Kalb de opdracht om de aanval te leiden op de Britse milities. De Britse linkervleugel, die onder leiding stond van Francis Rawdon-Hastings, trok op tegen de Amerikanen maar moesten hun opmars staken vanwege dat hun troepen leden onder het vuur van de Amerikanen. Het Continentale Leger zette hierop een tegenaanval op de verzwakte linkerflank van de Britten. Cornwallis gaf daarop persoonlijk leiding op zijn linkerflank en zijn rechterflank sloot het gat waarmee de Amerikanen vast kwamen te zitten. De weinigen Amerikanen die konden ontsnappen vluchtten van het slagveld af.

## Nasleep
Het leger van generaal was Gates was door de slag nagenoeg vernietigd door de Britten. De Amerikanen waren zeven kanonnen tijdens de slag verloren en de gehele bagagetrein. Gates werd ontheven van zijn functie als bevelhebber van het Zuidelijke Continentaal Leger en werd vervangen door Nathanael Greene.

## Trivia
- Verschillende elementen uit deze veldslag zijn gebruikt in een van de veldslagen in de film The Patriot.